# Johan Erik Brooman
Johan Erik Brooman, född 30 juli 1772, död 19 november 1823, var en svensk operasångare och skådespelare.
Brooman blev elev vid Kungliga Operan 1788. Han var engagerad hos Johan Anton Lindqvist i Göteborg 1794–95, gästspelade hos Carl Stenborg i Stockholm 1796–97 och var engagerad hos honom 1798–99. Han gästspelade därefter hos A. O. Hofflund 1799 och var därefter på nytt engagerad hos Lindqvist i Göteborg 1799–1800. Därefter gästspelade Brooman i landsorten 1800–02, innan han 1800–03 ledde ett eget skådespelarsällskap i Göteborg 1802–03. Från 1803 var han engagerad vid de kungliga teatrarna och var 1822–23 styresman för den lyriska scenen. Han mottog hovkamrerares titel.
Han var från 1798 gift med Margareta Sofia Lagerqvist och fosterfar till Hanna Brooman.